# Правителство на Пенчо Златев
Правителство на Пенчо Златев е петдесет и второто правителство на Царство България, назначено с Указ № 21 от 22 януари 1935 г. на цар Борис III. Управлява страната до 21 април 1935 г., след което е наследено от правителството на Андрей Тошев.

## Политика
Кабинетът е първият от т.нар. преходни кабинети. Задачата им е концентриране на цялата политическа власт в ръцете на цар Борис III и неговото обкръжение. Новата роля на монарха е продиктувана както от засилените антимонархически тенденции в българското общество, така и от очертаващата се реална опасност от нов световен военен конфликт. Царят е убеден, че яростното противопоставяне между многобройните политически групировки в страната ще доведе до участието на България във войната и до нова национална катастрофа.
Поемайки властта, цар Борис III се надява не само да запази държавата извън конфликта, но и лавирайки между интересите на Великите сили, да осъществи националното обединение.

## Съставяне
Кабинетът, оглавен от Пенчо Златев, е образуван от дейци на офицерската организация „Военен съюз“ и граждански експерти.

### Кабинет
Сформира се от следните 7 министри:
| министерство                     | име | име                      | партия                    |
| -------------------------------- | --- | ------------------------ | ------------------------- |
| министър-председател             |     | Пенчо Златев             | военен                    |
| външни работи и изповедания      |     | Константин Батолов       | безпартиен                |
| вътрешни работи и народно здраве |     | Крум Колев               | военен                    |
| народно просвещение              |     | Тодор Радев              | военен                    |
| финанси                          |     | Михаил Календеров (упр.) | безпартиен                |
| правосъдие                       |     | Михаил Календеров        | безпартиен                |
| война                            |     | Пенчо Златев             | военен                    |
| народно стопанство               |     | Янаки Моллов             | Народно социално движение |
| съобщения                        |     | Никола Захариев          | безпартиен                |

### Промени в кабинета

#### от 29 януари 1935
| министерство | име | име               | партия                    |
| ------------ | --- | ----------------- | ------------------------- |
| финанси      |     | Михаил Календеров | безпартиен                |
| правосъдие   |     | Любен Диков       | Народно социално движение |